# Alonso de Cárdenas
Alonso de Cárdenas (? — 1493) foi um nobre e militar espanhol, mestre da Ordem de Santiago, conde de Puebla del Maestre. Pai de García López de Cárdenas, descobridor do Grand Canyon.
Prestou seus serviços aos Reis Católicos na Guerra de Sucessão de Castela, onde teve a suas ordens Gonzalo Fernández de Córdoba, o Gran Capitán. Lutou pelos Reis na Guerra de Reconquista.